# A 2008-as Tour de France szakaszai (1–11.)

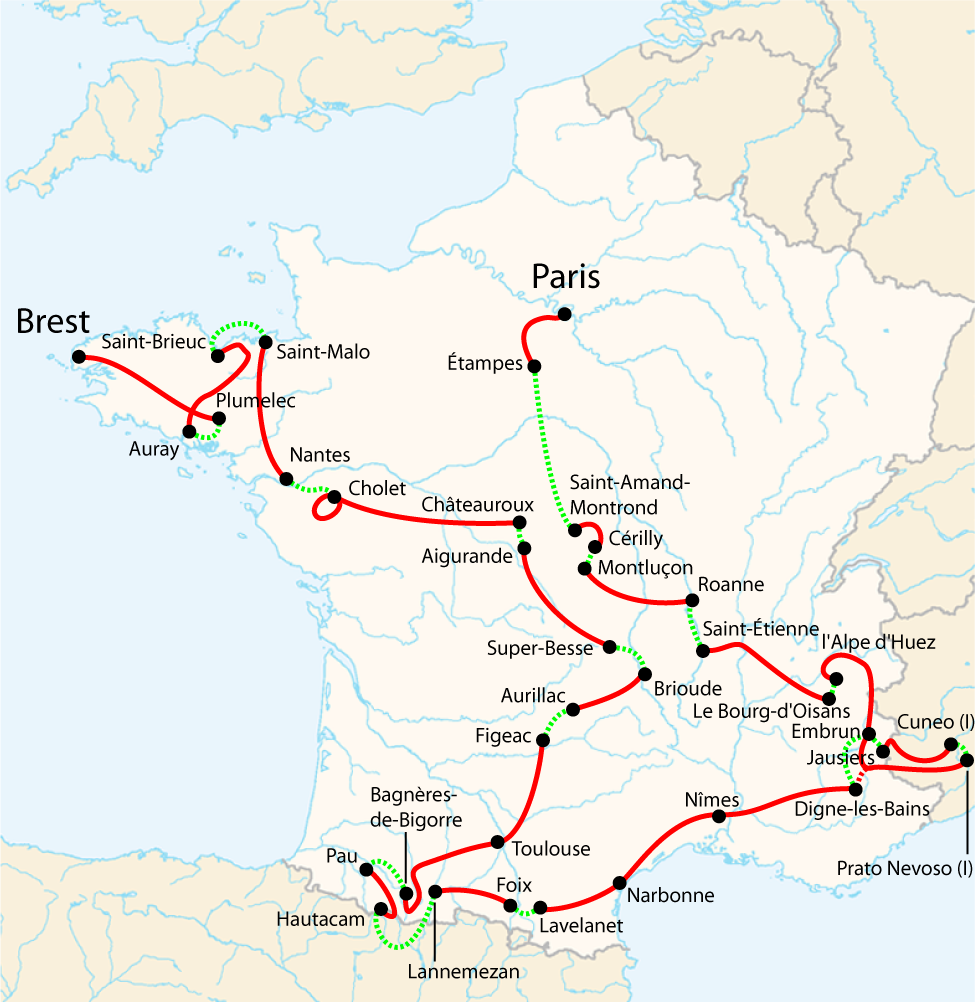
A 2008-as Tour útvonala

Ez a szócikk a 2008-as Tour de France első 11 szakaszáról szól. A további szakaszokért lásd A 2008-as Tour de France szakaszai (12–21.) című lapot.
Az első 11 etap során a mezőny Bretagne-ból Franciaország közepe, majd a spanyol határ felé vette útját, ahol megmászta a Pireneusokat. Az első 12 nap 1906 km-es távja 5 sík, 3 közepesen magas és 2 magas hegyvidéki szakaszt, valamint egy egyéni időfutamot foglalt magába.

## Szakaszok
| Szakasz | Végpontok      | Végpontok              | Hossz     |                 | Jelleg            | Időpont               |
| Szakasz | Rajt           | Cél                    | Hossz     |                 | Jelleg            | Időpont               |
| ------- | -------------- | ---------------------- | --------- | --------------- | ----------------- | --------------------- |
| 1.      | Brest          | Plumelec               | 197,5 km  | sík szakasz     | sík szakasz       | július 5., szombat    |
| 2.      | Auray          | Saint-Brieuc           | 164,5 km  | sík szakasz     | sík szakasz       | július 6., vasárnap   |
| 3.      | Saint-Malo     | Nantes                 | 208 km    | sík szakasz     | sík szakasz       | július 7., hétfő      |
| 4.      | Cholet         | Cholet                 | 29,5 km   | egyéni időfutam | egyéni időfutam   | július 8., kedd       |
| 5.      | Cholet         | Châteauroux            | 232 km    | sík szakasz     | sík szakasz       | július 9., szerda     |
| 6.      | Aigurande      | Super-Besse            | 195,5 km  | közepes szakasz | sík/hegyi szakasz | július 10., csütörtök |
| 7.      | Brioude        | Aurillac               | 159 km    | közepes szakasz | sík/hegyi szakasz | július 11., péntek    |
| 8.      | Figeac         | Toulouse               | 172,5 km  | sík szakasz     | sík szakasz       | július 12., szombat   |
| 9.      | Toulouse       | Bagnčres-de-Bigorre    | 224 km    | hegyi szakasz   | hegyi szakasz     | július 13., vasárnap  |
| 10.     | Pau            | Hautacam               | 156 km    | hegyi szakasz   | hegyi szakasz     | július 14., hétfő     |
| Pau     | Pau            | Pau                    | pihenőnap | pihenőnap       | pihenőnap         | július 15., kedd      |
| 11.     | Lannemezan     | Foix                   | 167,5 km  | közepes szakasz | sík/hegyi szakasz | július 16., szerda    |
| 12.     | Lavelanet      | Narbonne               | 168,5 km  | sík szakasz     | sík szakasz       | július 17., csütörtök |
| 13.     | Narbonne       | Nîmes                  | 182 km    | sík szakasz     | sík szakasz       | július 18., péntek    |
| 14.     | Nîmes          | Digne-les-Bains        | 194,5 km  | sík szakasz     | sík szakasz       | július 19., szombat   |
| 15.     | Embrun         | Prato Nevoso           | 183 km    | hegyi szakasz   | hegyi szakasz     | július 20. vasárnap   |
| Cuneo   | Cuneo          | Cuneo                  | pihenőnap | pihenőnap       | pihenőnap         | július 21., hétfő     |
| 16.     | Cuneo          | Jausiers               | 157 km    | hegyi szakasz   | hegyi szakasz     | július 22., kedd      |
| 17.     | Embrun         | L'Alpe-d'Huez          | 210,5 km  | hegyi szakasz   | hegyi szakasz     | július 23., szerda    |
| 18.     | Bourg-d'Oisans | Saint-Étienne          | 196,5 km  | közepes szakasz | sík/hegyi szakasz | július 24., csütörtök |
| 19.     | Roanne         | Montluçon              | 165,5 km  | sík szakasz     | sík szakasz       | július 25., péntek    |
| 20.     | Cérilly        | Saint-Amand-Montrond   | 53 km     | egyéni időfutam | egyéni időfutam   | július 26., szombat   |
| 21.     | Étampes        | Párizs, Champs-Élysées | 143 km    | sík szakasz     | sík szakasz       | július 27. vasárnap   |

## A szakaszok eredményei (1–11.)

### 1. szakasz –2008.július 5–Brest>Plumelec, 197,5 km

1. szakasz

A 2008-as Tour de France Bretagne-ból, Brest városából indult. 1967 óta először nem a hagyományos prológgal indult a verseny, hanem normális szakasszal. A 197,5 km-es útvonal dombos volt, négy darab negyedik kategóriás emelkedővel.

| #   | Versenyző          | Csapat | Idő        |
| --- | ------------------ | ------ | ---------- |
| 1.  | Alejandro Valverde | GCE    | 4h 36' 07" |
| 2.  | Philippe Gilbert   | FDJ    | + 1"       |
| 3.  | Jérôme Pineau      | BTL    | + 1"       |
| 4.  | Kim Kirchen        | COL    | + 1"       |
| DQ  | Riccardo Riccò     | SDV    | + 1"       |
| 6.  | Cadel Evans        | SIL    | + 1"       |
| 7.  | Fränk Schleck      | CSC    | + 1"       |
| 8.  | Filippo Pozzato    | LIQ    | + 1"       |
| 9.  | Óscar Freire       | RAB    | + 1"       |
| 10. | Óscar Pereiro      | GCE    | + 1"       |

| #   | Versenyző          | Csapat | Idő        |
| --- | ------------------ | ------ | ---------- |
| 1.  | Alejandro Valverde | GCE    | 4h 36' 07" |
| 2.  | Philippe Gilbert   | FDJ    | + 1"       |
| 3.  | Jérôme Pineau      | BTL    | + 1"       |
| 4.  | Kim Kirchen        | COL    | + 1"       |
| 5.  | Riccardo Riccò     | SDV    | + 1"       |
| 6.  | Cadel Evans        | SIL    | + 1"       |
| 7.  | Fränk Schleck      | SCS    | + 1"       |
| 8.  | Filippo Pozzato    | LIQ    | + 1"       |
| 9.  | Óscar Freire       | RAB    | + 1"       |
| 10. | Óscar Pereiro      | GCE    | + 1"       |

### 2. szakasz –2008.július 6.–Auray>Saint-Brieuc, 164,5 km

2. szakasz

| #   | Versenyző      | Csapat | Idő        |
| --- | -------------- | ------ | ---------- |
| 1.  | Thor Hushovd   | C.A    | 3h 45' 13" |
| 2.  | Kim Kirchen    | COL    | + 0"       |
| 3.  | Gerald Ciolek  | COL    | + 0"       |
| 4.  | Robert Hunter  | BAR    | + 0"       |
| 5.  | Erik Zabel     | MRM    | + 0"       |
| 6.  | Jurij Trofimov | BTL    | + 0"       |
| 7.  | Óscar Freire   | RAB    | + 0"       |
| 8.  | Jimmy Casper   | AGR    | + 0"       |
| 9.  | Martin Elmiger | ALM    | + 0"       |
| 10. | Leonardo Duque | COF    | + 0"       |

| #   | Versenyző          | Csapat | Idő        |
| --- | ------------------ | ------ | ---------- |
| 1.  | Alejandro Valverde | GCE    | 8h 21' 20" |
| 2.  | Kim Kirchen        | COL    | + 1"       |
| 3.  | Óscar Freire       | RAB    | + 1"       |
| 4.  | Juan José Cobo     | SDV    | + 1"       |
| 5.  | Cadel Evans        | SIL    | + 1"       |
| 6.  | Jérôme Pineau      | BTL    | + 1"       |
| 7.  | David Millar       | GAR    | + 1"       |
| 8.  | Riccardo Riccò     | SDV    | + 1"       |
| 9.  | Fränk Schleck      | CSC    | + 1"       |
| 10. | Filippo Pozzato    | LIQ    | + 1"       |

### 3. szakasz –2008.július 7.–Saint-Malo>Nantes, 208 km

3. szakasz

| #   | Versenyző            | Csapat | Idő        |
| --- | -------------------- | ------ | ---------- |
| 1.  | Samuel Dumoulin      | COF    | 5h 05' 27" |
| 2.  | Will Frischkorn      | GAR    | + 0"       |
| 3.  | Romain Feillu        | AGR    | + 0"       |
| 4.  | Paolo Longo Borghini | BAR    | + 14"      |
| 5.  | Robbie McEwen        | SIL    | + 2' 03"   |
| 6.  | Erik Zabel           | MRM    | + 2' 03"   |
| 7.  | Óscar Freire         | RAB    | + 2' 03"   |
| 8.  | Thor Hushovd         | C.A    | + 2' 03"   |
| 9.  | Robert Förster       | GST    | + 2' 03"   |
| 10. | Mark Cavendish       | COL    | + 2' 03"   |

| #   | Versenyző            | Csapat | Idő         |
| --- | -------------------- | ------ | ----------- |
| 1.  | Romain Feillu        | AGR    | 13h 27' 05" |
| 2.  | Paolo Longo Borghini | BAR    | + 35"       |
| 3.  | Will Frischkorn      | GAR    | + 1' 42"    |
| 4.  | Alejandro Valverde   | GCE    | + 1' 45"    |
| 5.  | Kim Kirchen          | COL    | + 1' 46"    |
| 6.  | Óscar Freire         | RAB    | + 1' 46"    |
| 7.  | Jérôme Pineau        | BTL    | + 1' 46"    |
| 8.  | David Millar         | GAR    | + 1' 46"    |
| 9.  | Cadel Evans          | SIL    | + 1' 46"    |
| 10. | Filippo Pozzato      | LIQ    | + 1' 46"    |

### 4. szakasz –2008.július 8.–Cholet>Cholet, 29,5 km (egyéni időfutam)

4. szakasz

| #   | Versenyző             | Csapat   | Idő     |
| --- | --------------------- | -------- | ------- |
| 1.  | Stefan Schumacher     | GST      | 35' 44" |
| 2.  | Kim Kirchen           | COL      | + 18"   |
| 3.  | David Millar          | GAR      | + 18"   |
| 4.  | Cadel Evans           | SIL      | + 27"   |
| 5.  | Fabian Cancellara     | CSC      | + 33"   |
| 6.  | Gyenyisz Menysov      | Rabobank | + 34"   |
| 7.  | Jens Voigt            | CSC      | + 35"   |
| 8.  | Christian Vande Velde | GAR      | + 37"   |
| 9.  | George Hincapie       | COL      | + 41"   |
| 10. | Vincenzo Nibali       | LIQ      | + 47"   |

| #   | Versenyző             | Csapat | Idő         |
| --- | --------------------- | ------ | ----------- |
| 1.  | Stefan Schumacher     | GST    | 14h 04' 41" |
| 2.  | Kim Kirchen           | COL    | + 12"       |
| 3.  | David Millar          | GAR    | + 12"       |
| 4.  | Cadel Evans           | SIL    | + 21"       |
| 5.  | Fabian Cancellara     | CSC    | + 33"       |
| 6.  | Christian Vande Velde | GAR    | + 37"       |
| 7.  | George Hincapie       | COL    | + 41"       |
| 8.  | Thomas Lövkvist       | COL    | + 47"       |
| 9.  | Vincenzo Nibali       | LIQ    | + 58"       |
| 10. | José Iván Gutiérrez   | GCE    | + 1' 01"    |

### 5. szakasz –2008.július 9.–Cholet>Châteauroux, 232 km

5. szakasz

| #   | Versenyző         | Csapat | Idő        |
| --- | ----------------- | ------ | ---------- |
| 1.  | Mark Cavendish    | COL    | 5h 27' 52" |
| 2.  | Óscar Freire      | RAB    | + 0"       |
| 3.  | Erik Zabel        | MRM    | + 0"       |
| 4.  | Thor Hushovd      | C.A    | + 0"       |
| 5.  | Baden Cooke       | BAR    | + 0"       |
| 6.  | Robert Hunter     | BAR    | + 0"       |
| 7.  | Leonardo Duque    | COF    | + 0"       |
| 8.  | Robbie McEwen     | SIL    | + 0"       |
| 9.  | Francesco Chicchi | LIQ    | + 0"       |
| 10. | Julian Dean       | GAR    | + 0"       |

| #   | Versenyző             | Csapat | Idő         |
| --- | --------------------- | ------ | ----------- |
| 1.  | Stefan Schumacher     | GST    | 19h 32' 33" |
| 2.  | Kim Kirchen           | COL    | + 12"       |
| 3.  | David Millar          | GAR    | + 12"       |
| 4.  | Cadel Evans           | SIL    | + 21"       |
| 5.  | Fabian Cancellara     | CSC    | + 33"       |
| 6.  | Christian Vande Velde | GAR    | + 37"       |
| 7.  | George Hincapie       | COL    | + 41"       |
| 8.  | Thomas Lövkvist       | COL    | + 47"       |
| 9.  | Vincenzo Nibali       | LIQ    | + 58"       |
| 10. | Iván Gutiérrez        | GCE    | + 1' 01"    |

### 6. szakasz –2008.július 10.–Aigurande>Super-Besse Sancy, 195,5 km

6. szakasz

| #   | Versenyző          | Csapat | Idő        |
| --- | ------------------ | ------ | ---------- |
| DQ  | Riccardo Riccò     | SDV    | 4h 57' 52" |
| 2.  | Alejandro Valverde | GCE    | + 1"       |
| 3.  | Cadel Evans        | SIL    | + 1"       |
| 4.  | Fränk Schleck      | CSC    | + 4"       |
| 5.  | Kim Kirchen        | COL    | + 4"       |
| 6.  | Roman Kreuziger    | BAR    | + 7"       |
| DQ  | Moisés Dueñas      | LIQ    | + 7"       |
| 8.  | Carlos Sastre      | CSC    | + 7"       |
| 9.  | Gyenyisz Menysov   | RAB    | + 7"       |
| 10. | Leonardo Piepoli   | SDV    | + 7"       |

| #   | Versenyző             | Csapat | Idő         |
| --- | --------------------- | ------ | ----------- |
| 1.  | Kim Kirchen           | COL    | 24h 30' 41" |
| 2.  | Cadel Evans           | SIL    | + 6"        |
| 3.  | Stefan Schumacher     | GST    | + 16"       |
| 4.  | Christian Vande Velde | GAR    | + 44"       |
| 5.  | David Millar          | GAR    | + 47"       |
| 6.  | Thomas Lövkvist       | COL    | + 54"       |
| 7.  | Gyenyisz Menysov      | RAB    | + 1' 03"    |
| 8.  | Alejandro Valverde    | GCE    | + 1' 12"    |
| 9.  | Stijn Devolder        | QST    | + 1' 21"    |
| 10. | Óscar Pereiro         | GCE    | + 1' 21"    |

### 7. szakasz –2008.július 11.–Brioude>Aurillac, 159 km

7. szakasz

| #   | Versenyző             | Csapat | Idő        |
| --- | --------------------- | ------ | ---------- |
| 1.  | Luis León Sánchez     | GCE    | 3h 52' 53" |
| 2.  | Stefan Schumacher     | GST    | + 6"       |
| 3.  | Filippo Pozzato       | LIQ    | + 6"       |
| 4.  | Kim Kirchen           | COL    | + 6"       |
| 5.  | Alejandro Valverde    | GCE    | + 6"       |
| 6.  | Óscar Pereiro         | GCE    | + 6"       |
| 7.  | Samuel Sánchez        | EUS    | + 6"       |
| 8.  | Josep Jufré           | SDV    | + 6"       |
| 9.  | Christian Vande Velde | GAR    | + 6"       |
| 10. | Andy Schleck          | CSC    | + 6"       |

| #   | Versenyző             | Csapat | Idő         |
| --- | --------------------- | ------ | ----------- |
| 1.  | Kim Kirchen           | COL    | 28h 23' 40" |
| 2.  | Cadel Evans           | SIL    | + 6"        |
| 3.  | Stefan Schumacher     | GST    | + 16"       |
| 4.  | Christian Vande Velde | GAR    | + 44"       |
| 5.  | Gyenyisz Menysov      | RAB    | + 1' 03"    |
| 6.  | Alejandro Valverde    | GCE    | + 1' 12"    |
| 7.  | David Millar          | GAR    | + 1' 14"    |
| 8.  | Stijn Devolder        | QST    | + 1' 21"    |
| 9.  | Óscar Pereiro         | GCE    | + 1' 21"    |
| 10. | Thomas Lövkvist       | COL    | + 1' 21"    |

### 8. szakasz –2008.július 12.–Figeac>Toulouse, 172,5 km

8. szakasz

| #   | Versenyző          | Csapat | Idő        |
| --- | ------------------ | ------ | ---------- |
| 1.  | Mark Cavendish     | COL    | 4h 02' 54" |
| 2.  | Gerald Ciolek      | COL    | + 0"       |
| 3.  | Jimmy Casper       | AGR    | + 0"       |
| 4.  | Óscar Freire       | RAB    | + 0"       |
| 5.  | Robert Förster     | GST    | + 0"       |
| 6.  | Erik Zabel         | MRM    | + 0"       |
| 7.  | Gert Steegmans     | QST    | + 0"       |
| 8.  | Sébastien Chavanel | FDJ    | + 0"       |
| 9.  | Thor Hushovd       | C.A    | + 0"       |
| 10. | Robert Hunter      | BAR    | + 0"       |

| #   | Versenyző             | Csapat | Idő         |
| --- | --------------------- | ------ | ----------- |
| 1.  | Kim Kirchen           | COL    | 32h 26' 34" |
| 2.  | Cadel Evans           | SIL    | + 6"        |
| 3.  | Stefan Schumacher     | GST    | + 16"       |
| 4.  | Christian Vande Velde | GAR    | + 44"       |
| 5.  | Gyenyisz Menysov      | RAB    | + 1' 03"    |
| 6.  | Alejandro Valverde    | GCE    | + 1' 12"    |
| 7.  | David Millar          | GAR    | + 1' 14"    |
| 8.  | Stijn Devolder        | QST    | + 1' 21"    |
| 9.  | Óscar Pereiro         | GCE    | + 1' 21"    |
| 10. | Thomas Lövkvist       | COL    | + 1' 21"    |

### 9. szakasz –2008.július 13.–Toulouse>Bagnères-de-Bigorre, 224 km

9. szakasz

| #   | Versenyző          | Csapat | Idő        |
| --- | ------------------ | ------ | ---------- |
| DQ  | Riccardo Riccò     | SDV    | 5h 39' 28" |
| 2.  | Vlagyimir Jefimkin | ALM    | + 1' 04"   |
| 3.  | Cyril Dessel       | ALM    | + 1' 17"   |
| 4.  | Dmitrij Fofonov    | C.A    | + 1' 17"   |
| 5.  | Christian Knees    | MRM    | + 1' 17"   |
| 6.  | Maxime Monfort     | COF    | + 1' 17"   |
| 7.  | Alejandro Valverde | GCE    | + 1' 17"   |
| 8.  | Roman Kreuziger    | LIQ    | + 1' 17"   |
| 9.  | Damiano Cunego     | LAM    | + 1' 17"   |
| 10. | Jaroszlav Popovics | SIL    | + 1' 17"   |

| #   | Versenyző             | Csapat | Idő         |
| --- | --------------------- | ------ | ----------- |
| 1.  | Kim Kirchen           | COL    | 38h 07' 19" |
| 2.  | Cadel Evans           | SIL    | + 6"        |
| 3.  | Christian Vande Velde | GAR    | + 44"       |
| 4.  | Stefan Schumacher     | GST    | + 56"       |
| 5.  | Gyenyisz Menysov      | RAB    | + 1' 03"    |
| 6.  | Alejandro Valverde    | GCE    | + 1' 12"    |
| 7.  | Stijn Devolder        | QST    | + 1' 21"    |
| 8.  | Óscar Pereiro         | GCE    | + 1' 21"    |
| 9.  | Sámuel Sánchez        | EUS    | + 1' 27"    |
| 10. | Carlos Sastre         | CSC    | + 1' 34"    |

### 10. szakasz –2008.július 14.–Pau>Hautacam, 156 km
| #   | Versenyző             | Csapat | Idő        |
| --- | --------------------- | ------ | ---------- |
| 1.  | Leonardo Piepoli      | SDV    | 4h 19' 27" |
| 2.  | Juan José Cobo        | SDV    | + 0"       |
| 3.  | Fränk Schleck         | CSC    | + 28"      |
| 4.  | Bernhard Kohl         | GST    | + 1' 06"   |
| 5.  | Vlagyimir Jefimkin    | ALM    | + 2' 05"   |
| DQ  | Riccardo Riccò        | SDV    | + 2' 17"   |
| 7.  | Carlos Sastre         | CSC    | + 2' 17"   |
| 8.  | Cadel Evans           | SIL    | + 2' 17"   |
| 9.  | Gyenyisz Menysov      | RAB    | + 2' 17"   |
| 10. | Christian Vande Velde | GAR    | + 2' 17"   |

| #   | Versenyző             | Csapat | Idő         |
| --- | --------------------- | ------ | ----------- |
| 1.  | Cadel Evans           | SIL    | 42h 29' 09" |
| 2.  | Fränk Schleck         | CSC    | + 1"        |
| 3.  | Christian Vande Velde | GAR    | + 38"       |
| 4.  | Bernhard Kohl         | GST    | + 46"       |
| 5.  | Gyenyisz Menysov      | RAB    | + 57"       |
| 6.  | Carlos Sastre         | CSC    | + 1' 28"    |
| 7.  | Kim Kirchen           | COL    | + 1' 56"    |
| 8.  | Juan José Cobo        | SDV    | + 2' 10"    |
| 9.  | Riccardo Riccò        | SDV    | + 2' 29"    |
| 10. | Vlagyimir Jefimkin    | ALM    | + 2' 32"    |

10. szakasz

A 10. szakasz után, július 15-én pihenőnap következett, melyet a csapatok Pauban töltöttek.

### 11. szakasz –2008.július 16.–Lannemezan>Foix, 167,5 km

11. szakasz

| #   | Versenyző           | Csapat | Idő        |
| --- | ------------------- | ------ | ---------- |
| 1.  | Kurt Asle Arvesen   | CSC    | 3h 58' 13" |
| 2.  | Martin Elmiger      | ALM    | + 0"       |
| 3.  | Alessandro Ballan   | LAM    | + 0"       |
| 4.  | Koos Moerenhout     | RAB    | + 2"       |
| 5.  | Alekszandr Bocsarov | ALM    | + 11"      |
| 6.  | Pierrick Fédrigo    | BTL    | + 14"      |
| 7.  | Filippo Pozzato     | LIQ    | + 14"      |
| 8.  | Benoît Vaugrenard   | FDJ    | + 14"      |
| 9.  | Fabian Wegmann      | GST    | + 14"      |
| 10. | Marco Velo          | MRM    | + 14"      |

| #   | Versenyző             | Csapat | Idő         |
| --- | --------------------- | ------ | ----------- |
| 1.  | Cadel Evans           | SIL    | 46h 42' 13" |
| 2.  | Fränk Schleck         | CSC    | + 1"        |
| 3.  | Christian Vande Velde | GAR    | + 38"       |
| 4.  | Bernhard Kohl         | GST    | + 46"       |
| 5.  | Gyenyisz Menysov      | RAB    | + 57"       |
| 6.  | Carlos Sastre         | CSC    | + 1' 28"    |
| 7.  | Kim Kirchen           | COL    | + 1' 56"    |
| 8.  | Juan José Cobo        | SDV    | + 2' 10"    |
| 9.  | Riccardo Riccò        | SDV    | + 2' 29"    |
| 10. | Vlagyimir Jefimkin    | ALM    | + 2' 32"    |